# قسم ديناران الريفي (مقاطعة أردل)
قسم دیناران الريفي (بالفارسية: دهستان دیناران) هي قسم تقع في إيران في قسم. يقدر عدد سكانها بـ 7,548 نسمة .